# Paratrechina mendica
Paratrechina mendica är en myrart som beskrevs av Menozzi 1942. Paratrechina mendica ingår i släktet Paratrechina och familjen myror. Inga underarter finns listade i Catalogue of Life.